# Saint-Cyr-en-Talmondais
Saint-Cyr-en-Talmondais è un comune francese di 370 abitanti situato nel dipartimento della Vandea nella regione dei Paesi della Loira.

## Società

### Evoluzione demografica
Abitanti censiti